# Westelijke witbrauwstruiksluiper
De westelijke witbrauwstruiksluiper (Sericornis maculatus) is een zangvogel uit de familie Acanthizidae (Australische zangers). De soort werd lang beschouwd als ondersoort van de witbrauwstruiksluiper.

## Verspreiding en leefgebied
Deze soort is endemisch in Australië en telt vier ondersoorten:
- S. m. balstoni: de kust van westelijk Australië.
- S. m. maculatus: het uiterste zuidwesten van Australië.
- S. m. mellori: van zuidwestelijk tot zuidelijk-centraal Australië.
- S. m. ashbyi: Kangaroo Island (zuidelijk Australië).

## Status
De grootte van de populatie is niet gekwantificeerd maar de soort wordt omschreven als plaatselijk algemeen. Op de Rode lijst van de IUCN heeft deze soort de status niet bedreigd.